# 費耶特縣 (伊利諾伊州)
費耶特縣（英語：Fayette County）是位於美国伊利诺伊州中南部的一個縣，面積1,879 平方公里。根據2020年美國人口普查，共有人口21,488人。縣治萬達利亞（Vandalia）。該縣成立於1821年2月14日，縣名紀念美國獨立戰爭英雄、法国大革命領導者拉斐德侯爵。